# Albert Sabin
Albert Bruce Sabin (Białystok, 26 de agosto de 1906 – Washington, 3 de março de 1993) foi um pesquisador médico, sendo mais conhecido por ter desenvolvido a vacina oral (conhecida no Brasil como "gotinha") para a poliomielite.

## Biografia
Sabin nasceu em uma família de judeus, em 1906, na cidade de Białystok, então parte da Rússia (atualmente na Polônia), e emigrou em 1921 para os Estados Unidos com sua família. Sabin estudou medicina na Universidade de Nova Iorque e desenvolveu um intenso interesse em pesquisa, especialmente na área de doenças infecciosas. Em 1931, completou o doutorado em medicina. Passou uma temporada trabalhando em Londres em 1934, como representante do Conselho Americano de Pesquisas. De volta aos Estados Unidos, tornou-se pesquisador do Instituto Rockfeller de Pesquisas Médicas. Nesse instituto, demonstrou o crescimento do vírus da poliomielite em tecidos humanos.
Sabin esteve várias vezes no Brasil, acompanhando pessoalmente o combate à poliomielite, tendo se casado em 1972 com a brasileira Heloisa Dunshee de Abranches. Centenas de escolas, hospitais, clínicas e instituições brasileiras levam o seu nome. O cientista recebeu do governo brasileiro, em 1967, a Grã-Cruz do Mérito Nacional.

## Carreira
Em 1946 Sabin tornou-se o líder de Pesquisa Pediátrica na Universidade de Cincinnati.
Publicou mais de 350 estudos, que incluem trabalhos sobre pneumonia, encefalite, câncer e dengue; foi o primeiro a isolar o vírus da dengue: o tipo I na área do mediterrâneo, durante a Segunda Guerra Mundial, e o tipo II na região do Pacífico.
Com o aumento do número de surtos da pólio crescendo, após a Segunda Guerra Mundial, ele e outros pesquisadores, como Hilary Kropowski, mas principalmente Jonas Salk em Pittsburgh, iniciaram a busca por uma vacina para prevenir ou amenizar a doença. A vacina de Salk, desenvolvida com vírus "inativado ou morto", foi testada e liberada para o uso em 1955. Ela era eficaz na prevenção da maioria das complicações da pólio, mas não prevenia a infecção inicial de acontecer.

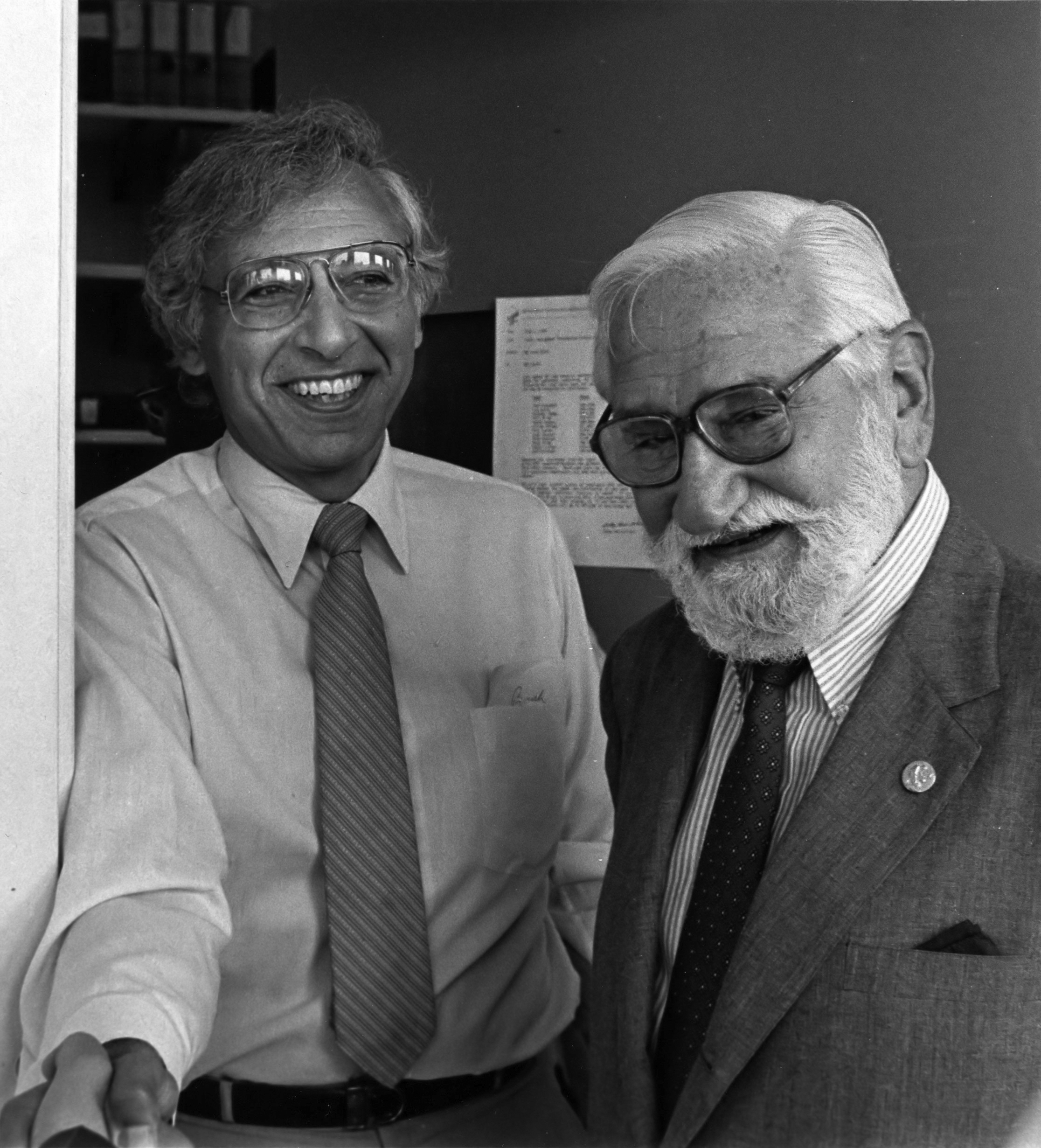
Sabin (direita) com Robert Gallo, c. 1985

A vacina contra pólio desenvolvida por Sabin precisava de grandes testes clínicos para atestar a sua eficácia e segurança. No entanto ficou praticamente impossível realizar amplos testes clínicos nos Estados Unidos após o sucesso atingido pela vacina de Jonas Salk. Sabin então recorreu a colegas pesquisadores do outro lado da Cortina de Ferro, como a Tchecoslováquia, Polônia, Hungria e as Repúblicas da União Soviética. Foi auxiliado nos teste clínicos pelo Dr. Mikhail Chumakov, diretor do Instituto de Pesquisas contra a Poliomielite em Moscou. Os primeiros resultados positivos foram informados pelos médicos russos na Primeira Conferência Internacional pela vacina viva da Pólio, sediada em Washington na OPAS, em junho de 1959. A vacinação iniciada em janeiro de 1959 superou a marca de 8 milhões de crianças imunizadas em outubro do mesmo ano só na União Soviética. Após o êxito demonstrado pela vacinação em massa no Leste Europeu os Estados Unidos aprovaram o uso da vacina em 1960 e a partir de 1968  passaram usar exclusivamente a vacina desenvolvida por Albert Sabin. Seu produto, preparado com o vírus atenuado da pólio, poderia ser tomada oralmente, e prevenia a contração da moléstia. Esta é a vacina que eliminou efetivamente a pólio em quase todo o mundo (exceto em alguns países na África e Ásia).
Sabin renunciou aos direitos de patente da vacina que criou, facilitando a difusão dela e permitindo que crianças de todo o mundo fossem imunizadas contra a poliomielite, que é mais conhecida como paralisia infantil no Brasil.
Albert Sabin morreu de ataque cardíaco, aos 86 anos, em sua casa em Washington, em 1993. No mesmo ano, foi fundado naquela cidade o Instituto Sabin de Vacinas, a fim de dar prosseguimento às pesquisas sobre vacinas e perpetuar o legado construído por ele. Foi sepultado no Cemitério Nacional de Arlington, Arlington, Virgínia nos Estados Unidos.